# Вахрушева, Любовь Гарриевна
Любовь Гарриевна Вахрушева (в замужестве Семёнова) — советская пловчиха в ластах.

## Карьера
Тренировалась у А. Д. Шумкова в клубе «СКАТ» при Томском университете.
Мастер спорта СССР международного класса (1985 удостоверение №8629), чемпионка мира, Европы, рекордсменка мира, член сборной команды СССР 1985—1990 гг. Призёрка чемпионатов мира, Европы и СССР по плаванию в ластах и в марафонских заплывах.
Выпускница биолого-почвенного факультета Томского государственного университета (ТГУ), 1991.